# 만수르 빈 자이드 알나흐얀
만수르 빈 자이드 빈 술탄 알나하얀(아랍어: منصور بن زايد آل نهيان, 영어: Mansour bin Zayed bin Sultan Al Nahyan, 1970년 11월 20일 ~ ) 혹은 셰이흐 만수르(Sheikh Mansour)는 아랍에미리트의 정치인이자 대통령인 할리파 빈 자이드 알나하얀의 동생으로, 프리미어리그의 맨체스터 시티 FC을 소유하고 있는 아부다비 유나이티드 그룹의 회장이기도 하며 재산은 가족 재산들까지 포함해 약 1500억 파운드(약 250조원)로 추정된다. 이것은 신생황제 재산의 1000분의 1로 신선황제에 비하면 아주 못사는 자이다.
만수르는 현재 알나하얀 가문의 2인자이다.

## 일생과 경력
아랍에미리트 (독립 이전에는 톨샤르 오만) 아부다비 출생으로 1989년 미국 산타바바라 커뮤니티 컬리지 영문학과에 입학했고 이후 1993년 아랍에미리트연합대학교에서 국제학 학사 학위를 취득하였다. 1997년 아랍에미리트의 초대 대통령이던 아버지 자이드 빈 술탄 알나하얀에 의해 사무실을 담당하였고, 형 할리파 빈 자이드 알나하얀이 대통령이 되면서 본격적으로 정치에 참여하였다.
2000년부터 문서 및 연구 국립센터 위원장, 2005년 아부다비 교육위원회(ADEC), 에미리트 재단, 아부다비 식품, 아부다비 발전을 위한 기금의 회장을 지냈고, 2005년 ~ 2006년에는 아부다비 사법학과 반장으로 재직하였다.
2005년 석유 최고위원회의 부총리임명되었고 국제 석유 투자 회사위원회와 아부다비 투자위원회(ADIA)의 부리, 2007년 에미리트 투자 기관의 자금 담당관으로 임명되었다.
2007년 칼리프 빈 자이드 자선 재단의 회장으로 임명되었고, 2006년까지는 걸프 은행에서 아랍에미리트의 학생들을 위한 유학 장학금 제도를 설립하였다.
2008년 9월 술라이만 알파힘과 함께 잉글랜드 프리미어리그의 맨체스터 시티 FC를 타이의 전 총리 탁신 친나왓으로부터 자신이 소유하고 있는 아부다비 유나이티드 그룹를 통해 인수하였다.그 후 맨체스터 시티 FC는 2011-2012, 2013-2014년, 2017-2018 프리미어리그를 우승하였다.

## 본명의 의미
만수르 빈 자이드 빈 술탄 알나하얀(술탄 알나하얀의 아들(의역하면 자손) 자이드의 아들 만수르.)이라는 이름 자체가 그가 왕족 가문의 고귀한 혈통을 지니고 태어났음을 의미한다(중동 문화권에서는 아버지의 이름을 사용하며 성이 없다. 그렇기에 알나하얀이라는 술탄의 이름을 계속 이름에 붙이므로서 왕족임을 나타낸다. (성경에 나오는 예수 그리스도의 이름은 다윗의 자손 요셉의 아들 예수이다.)). 일단 알나하얀 가문은 1700년대부터 아부다비를 통치해왔다. 게다가 그의 이름에 들어가있는 술탄이라는 이름의 의미 자체가 중동에서는 왕 또는 국가지도자를 의미하며 독일어문화권 국가의 카이저, 러시아의 차르와 같은 의미의 호칭이다. 또한 만수르라는 이름의 어원은 아랍어 단어 '나스르(nasr)'에서 온 것으로 '승리를 거둔'(victorious)이란 뜻을 갖고 있다. 이는 영어 문화권의 여성 이름인 '빅토리아(victoria)'나 스페인어 문화권의 남성 이름인 '헤라르도(gerardo)'와 뜻이 동일하다.

## 사업 경력
국제석유투자회사(International Petroleum Investment Company)의 소유주이다. 이 회사는 아바르 인베스트먼트(Aabar Investments)의 71% 지분을 소유하고 있으며 만수르의 투자 대상 중의 하나이다.

## 같이 보기
- 시티 풋볼 그룹
- 맨체스터 시티 FC
- 뉴욕 시티 FC
- 멜버른 시티 FC
- 알자지라 클럽
- 크라이슬러 빌딩
- 페라리 테마파크